# Tiské stěny
Tiské stény (tyska: Tyssaer Wände) är en kulle i Tjeckien.   Den ligger i regionen Ústí nad Labem, i den nordvästra delen av landet, 80 km norr om huvudstaden Prag. Toppen på Tiské stény är 613 meter över havet.